# Columbia Gulf Transmission
Columbia Gulf Transmission — трубопровід, прокладений для постачання природного газу з узбережжя Мексиканської затоки на північний схід США. Спорудження газопроводу відбувалось у комплексі з системою Columbia Gas Transmission, мережа якої покриває північно-східні штати. Передача ресурсу, доставленого з півдня країни, відбувається в районі Leach поблизу від кордону штатів Кентуккі, Огайо та Західна Вірджинія.
Columbia Gulf Transmission починається на півдні Луїзіани з кількох відгалужень, через які до системи подається ресурс. Зокрема, сполучення з газовим хабом Генрі забезпечує доступ до продукції потужного газопромислового регіону, в тому числі зі сланцевих формацій Барнетт та Хейнсвіль (через трубопроводи Gulf South Pipeline, Bridgeline Pipeline, Acadian Gas System).
Після злиття окремих гілок основна траса прямує на північний схід через штати Луїзіана, Міссісіпі, Теннесі та Кентуккі. При цьому до неї продовжує надходити додатковий ресурс. Так, ще на півночі Луїзіани вона проходить через газовий хаб Перрівіль (доступ до традиційних родовищ та сланцевих формацій Барнетт, Вудфорд, Хейнсвіль через газопроводи Gulf South Pipeline, Gulf Crossing, Midla, Enable Gas Transmission). В цьому ж регіоні є можливість прийому блакитного палива з газопроводу-інтерконектора Midcontinent Express Pipeline, який створює сполучення між численними газопровідними системами, прокладеними від Мексиканської затоки на північ та схід. А вже у Теннессі Columbia Gulf Transmission перетинається з іншим газопроводом-інтерконнектором Midwestern Gas Transmission, через який є зв'язок із газовим хабом Joliet на околиці Чикаго (ресурс канадського походження) та трубопроводом Rockies Express (поставки з басейнів Скелястих гір).
Раніше через Columbia Gulf Transmission також могла транспортуватись регазифікована продукція з імпортних терміналів ЗПГ, наприклад, Сабін-Пасс (надходила через газопровід Kinder Morgan Louisiana Pipeline[5][5]). Проте внаслідок «сланцевої революції» потреба в імпорті ЗПГ нівелювалась. Більше того, на головному ціловому ринку у північно-східних штатах внаслідок розробки сланцевих формацій Утіка та Марцеллус з'явився значний надлишковий ресурс. Його планують спрямовувати на експорт завдяки реверсуванню вже існуючих трубопроводів від Мексиканської затоки. Так, у середині 2010-х років оголосили про проект Gulf Xpress, котрий завдяки перетворенню Columbia Gas Transmission у бідирекціональну систему та підсиленню компресорних станцій повинен дозволити транспортування в південному напрямку до 8,8 млрд м3 на рік. Серед потенційних споживачів повинен бути вже згаданий Сабін-Пасс, перетворений у 2015 році на експортний завод із зрідження природного газу.
Станом на середину 2010-х років загальна довжина трубопроводів у складі Columbia Gulf Transmission складала 3400 миль.